# (4519) Voronezh
(4519) Voronezh ist ein Asteroid des Hauptgürtels, der am 18. Dezember 1976 vom russischen Astronomen Nikolai Stepanowitsch Tschernych am Krim-Observatorium in Nautschnyj (IAU-Code 095) entdeckt wurde.
Der Asteroid wurde nach der russischen Stadt Woronesch benannt, der Hauptstadt des gleichnamigen Verwaltungsbezirks.